# Fix Alert
Fix Alert este un film românesc din 2005 regizat de Florin Piersic jr.. Rolurile principale au fost interpretate de actorii Petre Fumuru, Dorina Chiriac, Doru Ana.

## Distribuție
Distribuția filmului este alcătuită din:
- Cristian Gutău
- Adrian Mihai
- Mihai Bendeac
- Florin Piersic
- Monica Davidescu
- Tudor Constantin
- Dorina Chiriac
- Tatiana Iekel
- Petre Fumuru
- Emanuel Pârvu
- Andrei Alexe
- Florin Piersic jr
- Doru Ana

## Primire
Filmul a fost vizionat de 1.014 spectatori de spectatori în cinematografele din România, după cum atestă o situație a numărului de spectatori înregistrat de filmele românești de la data premierei și până la data de 31 decembrie 2014 alcătuită de Centrul Național al Cinematografiei.